# UC-14号潜艇
陛下之UC-14号艇是德意志帝国海军于第一次世界大战期间建造的其中一艘UC-I型近岸布雷潜艇或称U艇。它由不来梅的威悉船厂承建，于1915年5月13日新船下水，至6月5日交付使用。其全长33.99米，水面及水下排水量分别为168吨和182吨，艇载武器则包括六具水雷投放井以及一门8毫米口径机枪。UC-14号入役后曾先后被部署至普拉区舰队和佛兰德区舰队，并参与了地中海和大西洋潜艇战。通过其38次布雷巡逻，共间接致沉16艘协约国或中立国的舰船，累计总吨位为22289吨。1917年10月3日，UC-14号在泽布吕赫附近触雷沉没，艇内17名官兵全数阵亡。

## 设计
第一次世界大战爆发后，为配合欧洲大陆的战事，德意志帝国海军鱼雷监察局（Inspektion des Torpedowesens）于1914年9月向潜艇监察局（Inspektion des U-Bootwesens）提议，研制小型布雷潜艇用于在法国近岸水域实施水雷封锁。潜艇局随即完成了代号为“35a号工程”的设计方案，即UC-I型潜艇。有别于同时代的大多数潜艇类别，该型潜艇基本上采用单壳体；这意味着艇体全由耐压壳体构成，当中集成了用于下潜的潜水舱。这种结构类型是衍生自19世纪后期德国的第一艘实验性U艇，在当时实际上已显过时。
UC-14号是首批15艘UC-I型方案的其中一艘。这个亚型是基于同时开发的近岸作业潜艇UB-I型发展而来，但体积略大，全长为33.99米，并有3.06米的吃水深度；舷宽则同样限定在3.15米，以满足铁路运输所要求的装载限界。其水上和水下排水量分别为168吨和182吨。艇只搭载有一台功率为80匹公制馬力（59千瓦特）的奔驰制六缸四冲程柴油发动机用于水面运行，以及一台175匹公制馬力（129千瓦特）的西门子-舒克特电动发电机供水下运行；它们用以驱动一根单轴直径为1.08米长的三叶螺旋桨。该艇的潜航深度为50米。
UC-14号在水上的最高速度为6.49節（12.02每小時），在水下的最高航速则为5.67節（10.50每小時）。它可以5節（9.3每小時）的速度在水上巡航910海里（1,690），或以4節（7.4每小時）的速度在水下巡航50海里（93）。作为专用的布雷潜艇，该艇取消了鱼雷发射管，改为六具倾斜式水雷存储井，并可携带12枚UC120型水雷。布雷时只需将存储井底部的盖板打开，水雷便可凭借自身重量滑入水中。此外，在甲板上还配备有一挺8毫米口径机枪作为辅助武器。其标准船员编制为1名军官及13名水兵。

## 历史
UC-14号是由国家海军办公室作为C项战时订单（Kriegsauftrag C）的一部分，于1914年11月23日向不来梅的威悉船厂订购，建造编号为229。艇只于1915年1月28日动工、同年5月13日下水，至6月5日在前UC-12号艇长、海军中尉凯撒·鲍尔的指挥下正式交付使用。与同型的大多数姊妹艇一样，UC-14号在完成海试后便从基尔通过铁路运往奥匈帝国军港普拉，继而被编入普拉区舰队，活动范围包括亚得里亚海、塔兰托湾、奥特朗托海峡和达达尼尔海峡。随后，该艇于1916年10月22日退役，至1917年1月11月才重新启用，前往奥斯滕德加入佛兰德区舰队，主要在英格兰东岸附近布雷。

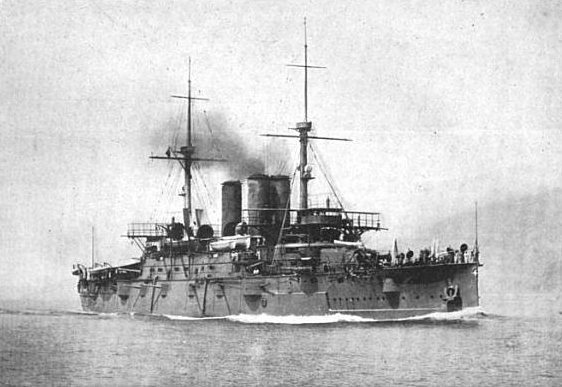
玛格丽塔王后号战列舰是由UC-14号致沉的最大型舰船

在为期两年多的服役生涯中，UC-14号参与了地中海和大西洋潜艇战，共完成了38次布雷巡逻。在此期间，共有协约国或中立国的4艘商船、2艘军舰和10艘辅助军舰因撞上该艇布设的水雷而沉没，累计总吨位为22289吨。其中，首个受害者是排水量为680吨的意大利皇家海军驱逐舰勇敢号，它于1915年12月4日在发罗拉附近触雷沉没。体积最大的受害者则是排水量高达13427吨的意大利前无畏战列舰玛格丽塔王后号，它于1916年12月11日至12日夜间，在海况恶劣的情况下从发罗拉出港时，触发并引爆了UC-14号布设的两枚水雷后沉没，成为一战期间遭U艇击沉的最大型舰船之一。事件共造成该舰多达675名官兵阵亡，其中包括阿尔巴尼亚远征军司令、陆军中将奥雷斯特·班迪尼。此外，UC-14号也曾致沉容积总吨为3415吨的意大利运兵船巴勒莫城号，后者是1916年1月8日从布林迪西前往发罗拉的途中，在距布林迪西东北约6海里（11）处触雷沉没；赶来参与救援的的两艘英国武装漂网船弗罗伊希尼号（HMD Freuchny）和晨星号（HMD Morning Star）也相继在雷区内遭摧毁。
1917年10月1日，UC-14号启程前往斯坦福附近执行任务，从此再未归来。两天后，即10月3日，该艇在泽布吕赫港湾的入口处（51°31′N 03°09′E / 51.517°N 3.150°E）撞上了英国人布设的水雷而沉没，艇内17名官兵全数阵亡。

## 袭击历史摘要
| 日期           | 船名           | 船籍           | 吨位  | 结局 |
| -------------- | -------------- | -------------- | ----- | ---- |
| 1915年12月4日  | 勇敢号         | 意大利皇家海军 | 680   | 击沉 |
| 1915年12月4日  | 翁贝托国王号   | 義大利王國     | 2952  | 击沉 |
| 1916年1月8日   | 巴勒莫城号     | 意大利皇家海军 | 3415  | 击沉 |
| 1916年1月8日   | 弗罗伊希尼号   | 英國皇家海軍   | 84    | 击沉 |
| 1916年1月8日   | 晨星号         | 英國皇家海軍   | 97    | 击沉 |
| 1916年2月20日  | 加文伍德号     | 英國皇家海軍   | 88    | 击沉 |
| 1916年3月20日  | 吉内特号       | 法国海军       | 272   | 击沉 |
| 1916年11月26日 | 芬罗丝号       | 英國皇家海軍   | 78    | 击沉 |
| 1916年11月26日 | 米迦勒节紫菀号 | 英國皇家海軍   | 99    | 击沉 |
| 1916年12月12日 | 玛格丽塔王后号 | 意大利皇家海军 | 13427 | 击沉 |
| 1917年3月30日  | 克里斯托弗号   | 英國皇家海軍   | 316   | 击沉 |
| 1917年4月9日   | 厄索斯号       | 英國皇家海軍   | 218   | 击沉 |
| 1917年5月23日  | 泰腾豪尔号     | 英國皇家海軍   | 227   | 击沉 |
| 1917年9月10日  | 阿尔德湖号     | 英國皇家海軍   | 225   | 击沉 |
| 1917年10月2日  | 听话的男孩号   | 英国           | 51    | 击沉 |
| 1917年10月7日  | 依赖号         | 英国           | 60    | 击沉 |

## 脚注
1. 1 2  Helgason, Guðmundur. . German and Austrian U-boats of World War I - Kaiserliche Marine - Uboat.net.   [2009-02-20].
2. ↑  Tarrant，第173頁.
3. 1 2 3 4  Gröner 1991，第30-31頁.
4. 1 2  Helgason, Guðmundur. . German and Austrian U-boats of World War I - Kaiserliche Marine - Uboat.net.   [2015-02-09].
5. ↑  Helgason, Guðmundur. . German and Austrian U-boats of World War I - Kaiserliche Marine - Uboat.net.   [2015-02-09].
6. ↑  Helgason, Guðmundur. . German and Austrian U-boats of World War I - Kaiserliche Marine - Uboat.net.   [2015-02-09].
7. ↑  Helgason, Guðmundur. . German and Austrian U-boats of World War I - Kaiserliche Marine - Uboat.net.   [2015-02-09].
8. ↑  Helgason, Guðmundur. . German and Austrian U-boats of World War I - Kaiserliche Marine - Uboat.net.   [2015-02-09].
9. ↑  Helgason, Guðmundur. . German and Austrian U-boats of World War I - Kaiserliche Marine - Uboat.net.   [2015-02-09].
10. ↑  陈进，第45頁.
11. 1 2  陈进，第46頁.
12. 1 2 3  NARS，第62頁.
13. 1 2  Helgason, Guðmundur. . German and Austrian U-boats of World War I - Kaiserliche Marine - Uboat.net.   [2015-02-09].
14. ↑  Helgason, Guðmundur. . German and Austrian U-boats of World War I - Kaiserliche Marine - Uboat.net.   [2022-07-28].
15. ↑  Helgason, Guðmundur. . German and Austrian U-boats of World War I - Kaiserliche Marine - Uboat.net.   [2022-07-28].
16. ↑  Helgason, Guðmundur. . German and Austrian U-boats of World War I - Kaiserliche Marine - Uboat.net.   [2009-04-14].
17. ↑  Wood et al.，第3385–3386頁.
18. ↑  Helgason, Guðmundur. . German and Austrian U-boats of World War I - Kaiserliche Marine - Uboat.net.   [2022-07-13].
19. ↑  Helgason, Guðmundur. . German and Austrian U-boats of World War I - Kaiserliche Marine - Uboat.net.   [2022-07-28].
20. ↑  Helgason, Guðmundur. . German and Austrian U-boats of World War I - Kaiserliche Marine - Uboat.net.   [2022-07-28].